# Szántó Miklós
Szántó Miklós (Budapest, Józsefváros, 1916. október 11. – Budapest, 2015. január 20. előtt) magyar újságíró, szociológus, szerkesztő. A Magyar Tudományos Akadémia doktora (1982).
A hazai szociológiai kutatások egyik kezdeményezője volt. Több munkájának témája elsősorban a művelődés, az életmód, a szabadidő és az emigráció vizsgálatára összpontosult.

## Életpályája
Szántó Aladár (1886–194?) ügyvéd és Welisch Katalin (1894–1972) varrónő fiaként született. Szülei 1917. szeptember 19-én Budapesten kötöttek házasságot, azonban a következő évben elváltak. Anyja 1922-ben hozzáment Wieselmann Sándor (1885–1944) bérkocsissegédhez. Apja és nevelőapja is a holokauszt áldozata lett.
Középiskolai tanulmányait 1926 és 1934 között a Madách Imre Gimnáziumban végezte. 1940-ben katonának állt. 1945-ig munkaszolgálatos volt. 1945 után pártmunkásként, szakszervezeti vezetőként, majd minisztériumi főosztályvezetőként dolgozott. 1955-ben filozófiai aspiráns lett a Lenin Intézetben. 1956-ban a Köztársaság téri pártház ostroma alatt megsérült, felesége (Kállai Éva) életveszélyes sérüléseket szenvedett. Az 1956-os forradalom eseményei hatására pályát változtatott és újságíró lett. 1960–1985 között a Magyarok Világszövetségének lapja, a Magyar Hírek főszerkesztője volt. Ekkor a Magyar Tudományos Akadémia Filozófiai Intézetének munkatársaként is tevékenykedett. Az 1960-as évek elejétől a kutatócsoport tagjaként részt vett a magyar szociológia újjáalakításában és a Magyar Tudományos Akadémia Szociológiai Kutatóintézetének felállításában. 1967-ben lett a szociológiai tudományok kandidátusa, 1982-ben pedig doktora. 1982-ben a Magyar Tudományos Akadémia doktora lett.

## Magánélete
1946-ban házasságot kötött Kállai Éva (1917–1957) tisztviselővel.

## Művei

### Írásai
- Beszámoló a szociológiai értekezletről - In: Valóság 3. évf. 1960. 4. p. 79–81.
- Hozzászólás a szociológiai vitához - In: Élet és Irodalom 5.évf. 1961.
- A magyar szociológia 1960 és 1968 között - In: Szociológiai Szemle 5. évf. 1995. 3. sz. p. 95-122.
- A magyar szociológia újjászervezése a hatvanas években - In: Társadalomkutatás 14. évf. 1996. 3-4. sz. p. 241-297.
- Hegedűs András emlékezete - In: Búcsú Hegedüs Andrástól : 1922. október 31. - 1999. október 23. Szerk. Rozgonyi Tamás, Zsille Zoltán - Budapest: Osiris, 2001.
- Egy kudarc anatómiája: "A művészi közízlés és az életmód" című kutatás sorsa 1963-1968 között. - In: Társadalomkutatás 22. évf. 2004. 1. sz. p. 103-116.
- A hazai intézményes szociológia ötven éve: Szántó Miklós visszaemlékezése. - In: Társadalomkutatás 31. évf. 2013. 4. sz. p. 326-330.

### Könyvei
- Életmód, művelődés, szabadidő (1967)
- Magyarok a nagyvilágban (1970)
- Munkaidő-csökkentés és életmód (1974)
- Ways of life: Hungarian sociological studies. Editor: Miklós Szántó; translator: Peter Szente (Budapest: Corvina, 1977)
- Életmódkutatás a szocialista országokban (szerkesztő, 1978)
- Tanulmányok az életmódról (válogatta és szerkesztette; 1980)
- A fejlett tengerentúli országokban élő magyarság kapcsolatai az anyaországgal és e kapcsolatrendszer néhány szociológiai problémája (Budapest, 1982)
- Magyarok Amerikában (1984)
- Hogyan élünk? A szocialista életmód ismérvei, feltételei, tendenciái (szerkesztő, 1984)
- Magyarnak lenni, Nyugaton (1988)
- A magyar szociológia újjászervezése a hatvanas években (1998)
- Tengerentúli magyarok (2001)[12]
- Életutam hét rendszerváltáson át (2006)
- Hatalom, politika, társadalomtudomány: Interjúk a magyar szociológia újjászületésének körülményeiről az 1960-as években. Az interjúkat készítette: Szántó Miklós; szerkesztette: Rozgonyi Tamás; a névmutatót készítette: Budai Gábor; közreadta a MTA Szociológiai Kutatóintézet. Budapest: MTA SZKI, 2008. 187 p.

## Díjai, elismerései
- a Magyar Népköztársasági Érdemérem arany fokozata (1952)
- Munkás-paraszt Hatalomért emlékérem (1957)
- Magyar Szabadság Érdemrend ezüst fokozata (1958)
- Szocialista Hazáért érdemrend (1967)
- Munka Érdemrend arany fokozata (1976)
- Szocialista Magyarországért érdemrend (1986)
- Rózsa Ferenc-díj (1985)